# José Moreira (labdarúgó)
José Filipe da Silva Moreira (Massarelos, 1982. március 20. –) portugál válogatott labdarúgókapus, jelenleg az Omónia játékosa.
A portugál válogatott tagjaként részt vett a 2004-es Európa-bajnokságon.

## Sikerei, díjai
Benfica
- Portugál bajnok (1): 2004–05
- Portugál kupagyőztes (1): 2003–04
- Portugál szuperkupagyőztes (1): 2005

Portugália
- U18-as Európa-bajnok (1): 1999
- Touloni torna győztese (1): 2000
- Európa-bajnoki döntős (1): 2004